# Liste der Biografien/Siv
Liste der Biografien |
Portal Biografien |
Personensuche
# |
A |
B |
C |
D |
E |
F |
G |
H |
I |
J |
K |
L |
M |
N |
O |
P |
Q |
R |
S |
T |
U |
V |
W |
X |
Y |
Z |
?
 
Sa |
Sb |
Sc |
Sd |
Se |
Sf |
Sg |
Sh |
Si |
Sj |
Sk |
Sl |
Sm |
Sn |
So |
Sp |
Sq |
Sr |
Ss |
St |
Su |
Sv |
Sw |
Sy |
Sz
 
Sia |
Sib |
Sic |
Sid |
Sie |
Sif |
Sig |
Sih |
Sii |
Sij |
Sik |
Sil |
Sim |
Sin |
Sio |
Sip |
Siq |
Sir |
Sis |
Sit |
Siu |
Siv |
Siw |
Six |
Siy |
Siz
Die Liste der Biografien führt alle Personen auf, die in der deutschsprachigen Wikipedia einen Artikel haben. Dieses ist eine Teilliste mit 89 Einträgen von Personen, deren Namen mit den Buchstaben „Siv“ beginnt.

## Siv
- Siv Friðleifsdóttir (* 1962), isländische Politikerin (Fortschrittspartei)

### Siva
- Siva, Miroslav (* 1961), slowakischer Fußballspieler
- Siva, Peyton (* 1990), US-amerikanischer Basketballspieler
- Sivadier, Jean-François (* 1963), französischer Schauspieler, Autor und Oper- und Theater-Regisseur
- Sivák, Jozef (1886–1959), slowakischer Journalist, Autor, Lehrer, Politiker, Bildungsminister der Ersten Slowakischen Republik
- Sivakorn Tiatrakul (* 1994), thailändischer Fußballspieler
- Sivakov, Pavel (* 1997), französisch-russischer RadrennfahrerPavel Sivakov (* 1997)

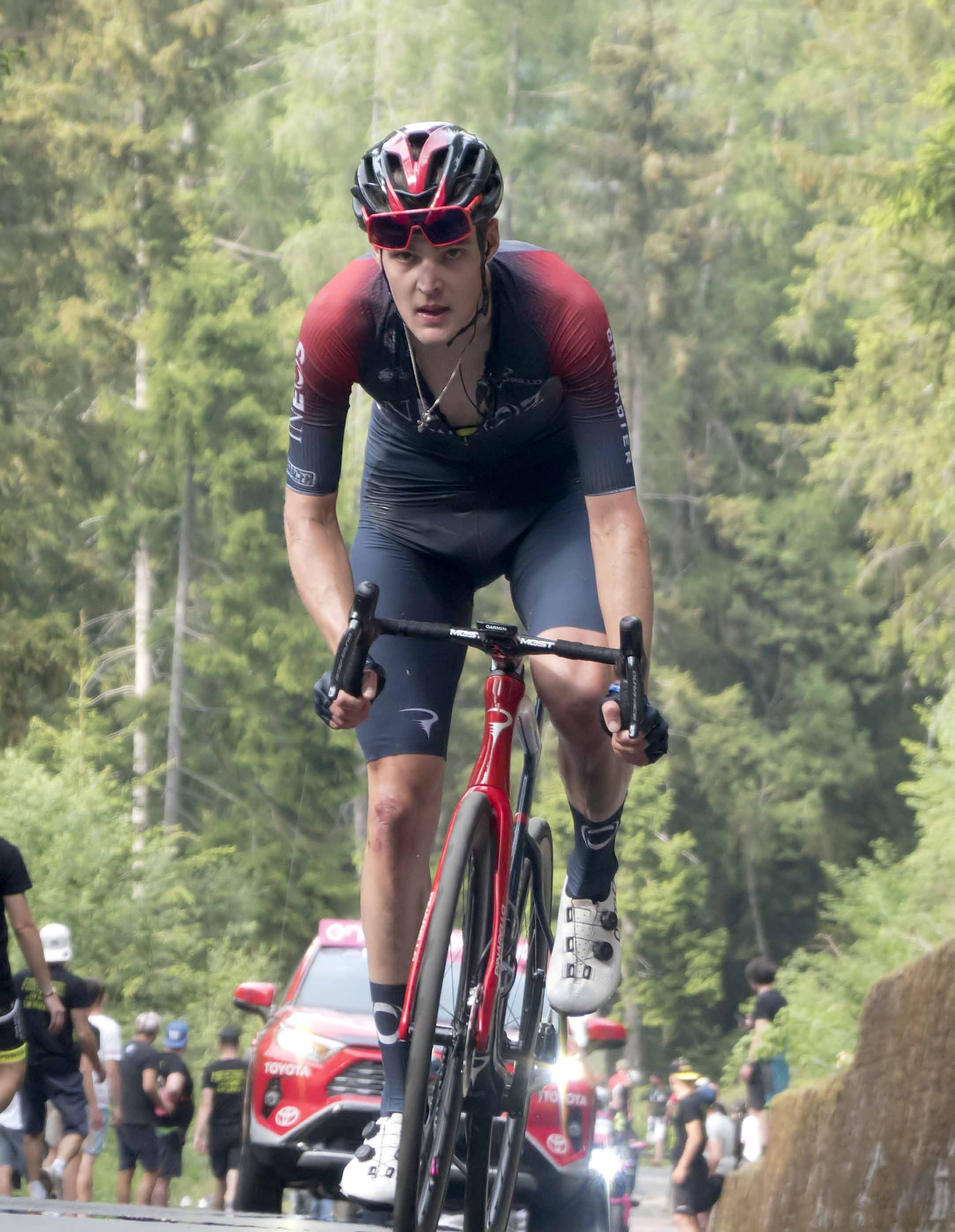
Pavel Sivakov (* 1997)

- Sivalingam, Peethamparam, sri-lankischer Badmintonspieler
- Sivan, Daniel (* 1949), marokkanisch-israelischer Semitist und Hochschullehrer
- Sivan, Eyal (* 1964), israelischer Filmemacher, Autor und Politikkritiker
- Sivan, K. (* 1957), indischer Weltraum-Wissenschaftler und Raumfahrtfunktionär, Vorsitzender der Indian Space Research Organisation
- Sivan, Rotem, israelischer Jazzmusiker (Gitarre, Komposition)
- Sivan, Troye (* 1995), australischer Kinderschauspieler und Sänger
- Sivananda (1887–1963), Yoga-Meister
- Sivaraksa, Sulak (* 1933), thailändischer Buddhist, Preisträger des Alternativen Nobelpreises
- Sivaraman, Anjali (* 1994), indische Schauspielerin und Model
- Sivaraman, Umayalpuram K. (* 1935), indischer Mridangamspieler
- Sivard, Ruth (1915–2015), US-amerikanische Wirtschaftswissenschaftlerin

### Sive
- Sive, André (1899–1958), ungarisch-französischer Architekt
- Sivebæk, Christian (* 1988), dänischer Fußballspieler
- Sivebæk, John (* 1961), dänischer Fußballspieler
- Sivec, Herbert (1933–2024), österreichischer Politiker (SPÖ), Landtagsabgeordneter
- Sivec, Ivan (* 1949), slowenischer Dichter und Schriftsteller
- Sivec, Leo (* 1958), österreichischer Eishockeyspieler und -trainer
- Sivek, Michal (* 1981), tschechischer Eishockeyspieler
- Siver, Dennis (* 1979), deutscher MMA-KämpferDennis Siver (* 1979)

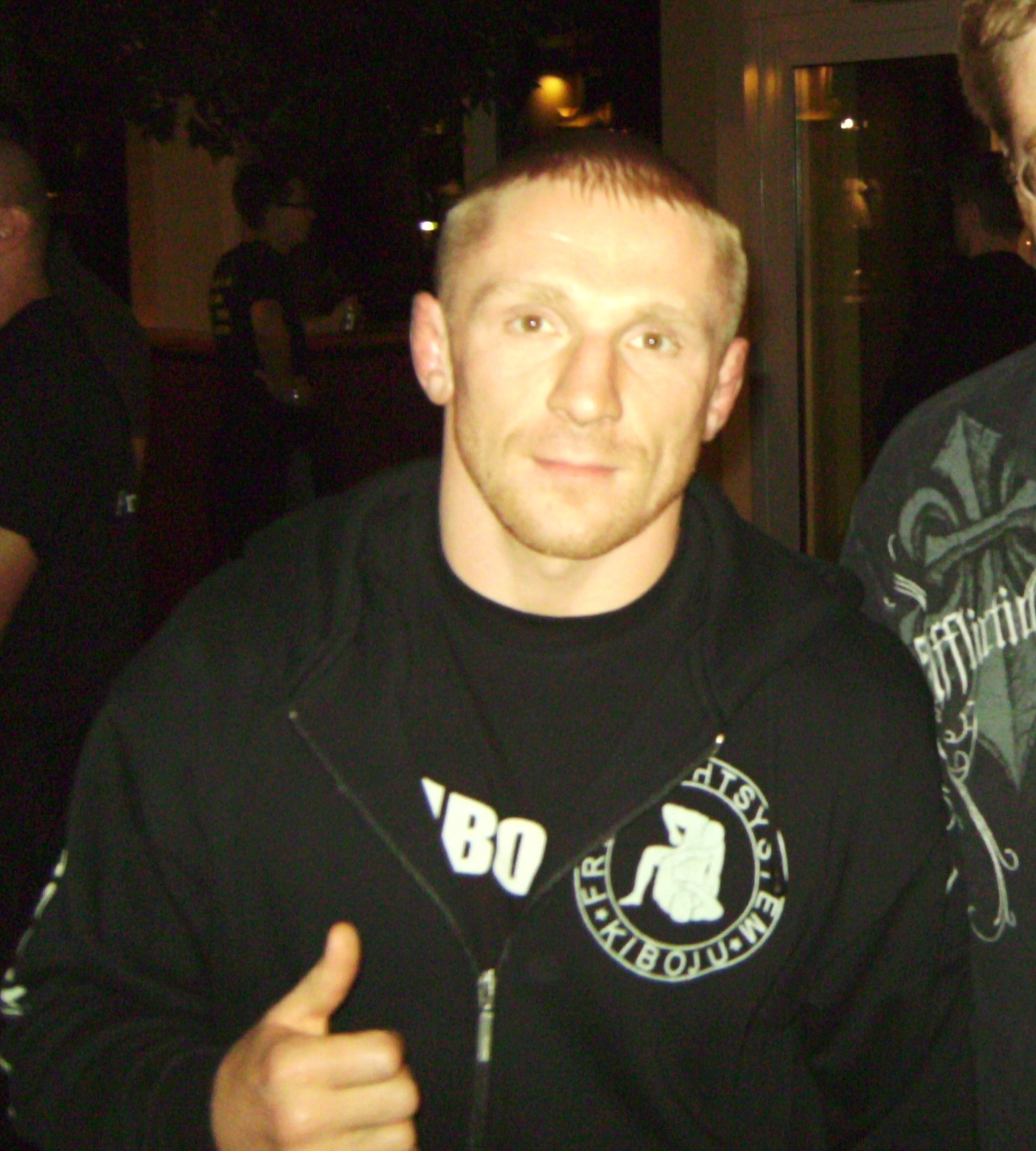
Dennis Siver (* 1979)

- Sivera, Antoni (* 1978), andorranischer Fußballspieler
- Sivera, Antonio (* 1996), spanischer Fußballspieler
- Siverio, Marco (* 1994), spanischer Fußballspieler
- Sivero, Frank (* 1952), italoamerikanischer Jazztänzer und Schauspieler
- Sivers, August von (1825–1876), livländischer Gutsbesitzer und Landrat
- Sivers, Clara von (1854–1924), deutsche Blumenmalerin
- Sivers, Friedrich August von (1766–1823), livländischer Gutsbesitzer
- Sivers, Heinrich (1674–1736), Kantor in Lübeck
- Sivers, Heinrich Jacob (1709–1758), deutscher Theologe und Gelehrter
- Sivers, Oscar von (* 1988), schwedischer Eishockeyspieler
- Sivers, Peter Felix von (1807–1853), livländischer Porträtmaler der Düsseldorfer Schule
- Sivers, Peter von (1674–1740), russischer Seeoffizier und Admiral von dänischer (ursprünglich holsteinischer) Abstammung
- Sivers, Peter von (* 1940), US-amerikanischer Historiker
- Sivers, Rudolf Ferdinandowitsch (1892–1918), russisch-deutscher Soldat
- Sivers, Siegfried von (1887–1956), deutschbaltischer Aktivist, Arzt und Schriftsteller
- Siverson, Randolph M (* 1940), US-amerikanischer Politikwissenschaftler und Hochschullehrer
- Sivertsen, Celine (* 1994), norwegische Handballspielerin
- Sivertsen, Eirik (* 1971), norwegischer Politiker
- Sivertsen, Erling (1904–1989), norwegischer Zoologe und Karzinologe
- Sivertsen, Geir Inge (* 1965), norwegischer Politiker
- Sivertsen, Halvdan (* 1950), norwegischer Liedermacher
- Sivertsen, Helge (1913–1986), norwegischer Diskuswerfer und Politiker der Arbeiderpartiet
- Sivertsen, Holger (1937–2011), grönländischer Politiker (Atassut)
- Sivertsen, Jakob (* 1943), grönländischer Politiker (Atassut)
- Sivertsen, Karl (* 1877), grönländischer Landesrat
- Sivertsen, Kenneth (1961–2006), norwegischer Gitarrist, Liedermacher, Jazzsänger, Komponist und Humorist
- Sivertsen, Kenneth (* 1973), norwegischer Skirennläufer
- Sivertsen, Kristoffer (* 1988), norwegischer Politiker
- Sivertsen, Marius (1906–1987), grönländischer Fischer und Landesrat
- Sivertsen, Sigvard (1881–1963), norwegischer Turner
- Sivertsen, Sture (* 1966), norwegischer Skilangläufer
- Sivertson, Chris, US-amerikanischer Filmregisseur, Filmproduzent und Drehbuchautor
- Sivertsson, Thomas (* 1965), schwedischer Handballspieler und Handballtrainer
- Sivertzen, Stian (* 1989), norwegischer Snowboarder
- Sives, Jamie (* 1973), schottischer Schauspieler
- Siveter, David (* 1946), britischer Paläontologe
- Siveter, Derek (* 1946), britischer Paläontologe

### Sivi
- Šivic, Mitja (* 1979), slowenischer Eishockeyspieler
- Šivic, Pavel (1908–1995), jugoslawischer bzw. slowenischer Komponist
- Šivickas, Gintautas (* 1968), litauischer Politiker und Basketballspieler
- Sivickis, Kazys (* 1951), litauischer Politiker, Mitglied des Seimas
- Sivieri, Mário Rino (1942–2020), italienischer Geistlicher und römisch-katholischer Bischof von Propriá
- Siviero, Jorge (* 1952), uruguayischer Fußballspieler
- Siviglia, Sebastiano (* 1973), italienischer Fußballspieler
- Sivilotti, Bruno (1936–1982), italienisch-argentinischer Radrennfahrer
- Sivivatu, Sitiveni (* 1982), neuseeländischer Rugby-Union-Spieler

### Sivk
- Sivkovich, Hans (1881–1968), deutscher Politiker (DDP, FVP), MdR
- Sivkovich, Johann von (1779–1857), österreichischer Feldmarschalleutnant und Inhaber des Infanterieregiments Nr

### Sivl
- Sivle, Per (1857–1904), norwegischer Schriftsteller

### Sivn
- Sivnert, Filippa (* 2001), schwedische Sprinterin

### Sivo
- Sivocci, Ugo (1885–1923), italienischer Automobilrennfahrer
- Sivok, Tomáš (* 1983), tschechischer Fußballspieler
- Sivoki, Kolinio (* 1995), fidschianischer Fußballspieler
- Sivoková, Kristína (* 2002), slowakische Skilangläuferin
- Šivolija, Marijo (* 1981), kroatischer Boxer
- Sivonen, Antti (1928–2013), finnischer Skilangläufer
- Sivori, Camillo (1815–1894), italienischer Violinist und Komponist
- Sívori, Omar (1935–2005), argentinisch-italienischer Fußballspieler und -trainerOmar Sívori (1935–2005)

Omar Sívori (1935–2005)

### Sivr
- Sivri, Yücel (* 1961), türkischer Journalist, Lyrikautor und Übersetzer
- Sivrikaya, Oguzhan (* 2002), österreichischer Fußballspieler
- Sivrioğlu, Somer (* 1971), türkischer Koch und Moderator

### Sivu
- Sivuca (1930–2006), brasilianischer Akkordeonspieler
- Sivula, Urpo (* 1988), finnischer Volleyballspieler